# Venus (Texas)
Venus es un pueblo ubicado en el condado de Johnson en el estado estadounidense de Texas. En el Censo de 2010 tenía una población de 2960 habitantes y una densidad poblacional de 382,48 personas por km².

## Geografía
Venus se encuentra ubicado en las coordenadas 32°25′51″N 97°6′8″O / 32.43083, -97.10222. Según la Oficina del Censo de los Estados Unidos, Venus tiene una superficie total de 7.74 km², de la cual 7.73 km² corresponden a tierra firme y (0.07%) 0.01 km² es agua.

## Demografía
Según el censo de 2010, había 2960 personas residiendo en Venus. La densidad de población era de 382,48 hab./km². De los 2960 habitantes, Venus estaba compuesto por el 79.39% blancos, el 13.21% eran afroamericanos, el 0.51% eran amerindios, el 1.69% eran asiáticos, el 0.07% eran isleños del Pacífico, el 2.77% eran de otras razas y el 2.36% pertenecían a dos o más razas. Del total de la población el 24.8% eran hispanos o latinos de cualquier raza.